# Bárbara Enríquez Díaz Cabeza de Vaca y Palacios
Bárbara Enríquez Díaz Cabeza de Vaca y Palacios (León, Nicaragua, alrededor de 1781 - San José, Costa Rica, el 24 de marzo de 1831), fue una dama nicaragüense reconocida como la primera primera dama de Costa Rica de enero a abril de 1822.
Hija de Francisco Romualdo Díaz Cabeza de Vaca y Ramírez de Avellaneda y Rosalía Palacios y Guzmán-Valladares, contrajo nupcias alrededor de 1802 con el abogado Rafael Barroeta y Castilla. 
De este matrimonio fueron hijos:
- Rosalía, casada con Manuel de Alvarado y Alvarado
- Rafael Barroeta Baca, casado en primeras nupcias con Isabel de la Guardia y Robles y en segundas con Trinidad Gutiérrez y La Peña-Monje

Fue primera dama de Costa Rica de enero a abril de 1822, cuando su marido presidió la Junta de Electores y la primera Junta Superior Gubernativa, de quien enviudó el 13 de agosto de 1826. Muy acaudalada, dueña de valiosas haciendas ganaderas. Se la recuerda además como una mujer inteligente, simpática y de carácter chispeante y festivo.